# كأس رابطة الأندية الإنجليزية المحترفة 2014–15
كأس رابطة الأندية الإنجليزية المحترفة 2014–15 (بالإنجليزية: 2014–15 Football League Cup)‏ هو الموسم 55 من  كأس رابطة الأندية الإنجليزية المحترفة. أقيم بتاريخ 11 أغسطس 2014، وأشرف على تنظيمه دوري كرة القدم الإنجليزي، وكان عدد الأندية المشاركة فيه  92، وفاز فيه تشيلسي.